# شركس العراق
الشركس العراقيون هم المواطنون العراقيون ذوي الأصول الشركسية. يقدر عدد الشركس في العراق ب 30 ألف نسمة
و يقدر عدد الناطقين بلغة الأديغة في العراق ب19 ألف نسمة حسب تقديرات عام 1993م  يتواجد الشركس في العراق في العاصمة بغداد إضافة إلى مدن أخرى مثل الموصل والسليمانية وأربيل وكركوك وقرية الشيشان(الحميدية) في قضاء المقدادية في محافظة ديالى وسط العراق حيث يعرفون باسم الجيجان نسبة إلى منطقة الشيشان القفقاسية والقرية باسم الحميدية نسبة للسلطان عبد الحميد الثاني. ومعظم الشركس أو الجيجان كما يسمون محلياً هاجروا من القفقاس إلى العراق إبان الحروب بين الإمبراطوريتين العثمانية والروسية، وخصوصاً عقب عمليات التهجير القسرية التي تعرضت لها شعوب بلاد شمال القفقاس وبضمنها الهجرة الكبرى التي امتدت للمدة من 1859م ولغاية 1864م إلى تركيا ومن ثم إلى البلاد الواسعة التي كانت تحت سيطرة العثمانيين، ولقد كانت حصة العراق كبيرة من أعداد الأسر الشيشانية والداغستانية والشركسية التي أستوطنت بصورة رئيسية في مدن وريف كركوك وديالى وبغداد والموصل والأنبار (الفلوجة والرمادي) إلى جانب العوائل التي قدمت طوعاً من شمال وجنوب داغستان إلى العراق عبر أذربيجان وإيران قبل التهجير القسري وبعده بفترات غير قصيرة واستقرت في دهوك وأربيل والسليمانية، وكانت الغالبية العظمى من المهاجرين القادمين قسراً إلى العراق تتكون من عوائل القادة العسكريين أو المقاتلين الذين انضموا إلى الجيش العثماني بدواعي دينية ومن ثم فضّلوا البقاء في العراق ولم يغادروه حتى بعد سقوط الدولة العثمانية.
من أهم العوائل الشركسية في العراق هي عائلة الداغستاني نسبة إلى جمهورية داغستان في القفقاس، طاشان أوجيجان كما يطلق عليهم في وسط العراق نسبة إلى جمهورية الشيشان في القوقاز
وكل الشركس في العراق من المسلمين السنة. ومن الجدير بالذكر أن الحكومات العراقية المتعاقبة التي لعترفت (في نطاق هوية الأحوال المدنية التي تشير منذ تأسيس الدولة العراقية إلى القومية والدين) بالقوميات التي تقطن العراق لم تعترف كما يبدو بالقوقازيين أو الشركس في العراق.
فالأثر الوحيد الذي ممكن أن يعُثر عليه بالنسبة لخانة القومية في هوية الأحوال المدنية للمواطنين من ذوي الأصول الشركسية إما أن يترك من دون إشارة بالنسبة إلى نسبهم الشركسي أو يكتب فيها (عربي أو تركماني أو كردي).
فبمراجعة بسيطة للإحصاءات السكانية الرسمية العراقية ابتداء من عام 1927م، وحتى اليوم يمكن ملاحظة بأن أياً منها لم يشر إلى القومية القوقازية أو جيجيان العراق، يذكر أن إحصاء عام 1957م، وهو الوحيد الذي كان قد أشار إلى حيز باسم (قوميات أخرى) بمعدل 2٪ من سكان كركوك على رغم من عدم تعريفه لهذه القوميات الأخرى بإسمها الصريح أسوة بإشارته إلى قوميات تمثل القومية الفارسية والأرمنية، إضافة إلى القوميات الرئيسة العربية والكردية والتركمانية.
تاريخ تطور الشيشان في العراق مشابه لتطورهم في الجوار سواء في تركيا أو الأردن أو سوريا حيث أنهم ومع التحول من المجتمع الزراعي وتحوله إلى نمط مديني اشتغلوا في غالبيتهم بالسلك العسكري، ولكن تبقى اختلافات تميز حالهم عن حال شيشانيي الأردن تحديداً، فشيشانيو العراق فقدوا لغتهم والعديد من نمط معيشتهم في تصور يعبر عن حالات من اندثار الهوية القومية، ويعود السبب في ذلك إلى طبيعة الدولة العراقية خاصة في ظل الإيدولوجية البعثية القومية، وكذلك غياب المجتمع المدني، والذي يشكل من خلال الجماعات الطوعية محاضن للحفاظ على الهوية القومية. ويشار إلى أنه، ومنذ، سقوط نظام "صدام حسين"، هناك محاولات لإعادة بعث المنظمات الأهلية، وإعادة تعليم اللغة، حيث تم تأسيس الجمعية الشيشانية الأنغوشية لهذا الغرض في "كركوك"، ومن المرجح أن تثمر هذه الجهود، خاصة وأن الشعور بالهوية ما زال قائماً في ظل نسبة 80% من زواج شيشانيي العراق هو زواج داخلي.

## التركيبة السكانية
عادةً ما يشير اسم «الشركس» إلى المتحدثين باللغات القوقازية شمال الغربية فقط، لكن في غرب آسيا قد يشير الاسم إلى شعوب شمال القوقاز بشكل عام، بما في ذلك الشيشانيين والداغستانيين، الذين يتحدثون اللغات القوقازية شمال الشرقية.
يقدر العدد الإجمالي للشركس أو السكان من أصل شمال القوقاز في العراق بين حوالي 30.000 و 50.000 نسمة، لكن العدد الإجمالي غير محدد تمامًا. تُشير التقارير بوجود 30.000 عائلة شركسية في بغداد وحدها. من المُعتقد أن العديد من سكان شمال القوقاز قد تم دمجهم عرقيًا مع سكان العراق، ليصبحوا عربًا أو كردًا.
تُعد الألقاب مثل الداغستاني والشيشاني («الشيشان») والشركس («الشركس») شائعة بين العراقيين من أصل شمال القوقاز.

### توزع السكان
استقر الشركس من شمال القوقاز في مختلف أنحاء العراق، من دهوك في الشمال إلى البصرة في الجنوب. تمركزت أكبر التجمعات السكانية في بغداد والسليمانية وديالى وكركوك والفلوجة، إلى جانب مجتمعات أصغر في النجف والحلة والموصل والكوت والبصرة وتكريت وأربيل والناصرية والديوانية ودهوك والرمادي والعمارة وطوز خورماتو.
توجد أيضًا العديد من القرى الشركسية في أنحاء العراق، بما في ذلك حي في بغداد.

### الثقافة
اندمج سكان شمال القوقاز في العراق بين سكان المجتمع العراقي مع حفاظهم على ثقافتهم وعاداتهم التقليدية المعروفة باسم الخابزة. استمر الشركس أيضًا في ممارسة طقوسهم في حفلات الزفاف وأعياد الميلاد والمناسبات الخاصة الأخرى، وبالأخص تحضير مأكولاتهم التقليدية.
في عام 2004، تأسست جمعية التضامن للعشائر العراقية والشيشانية والداغستانية والشركسية في كركوك. تسعى هذه المنظمة الثقافية إلى الجمع بين العراقيين من تراث شمال القوقاز.
يُعد سكان شمال القوقاز في العراق من المسلمين مثل نظرائهم العِرقيين في البلدان الأخرى. من الممكن أن تتبع أقلية أيضًا المذهب الشيعي، وهو المذهب الأكبر في العراق.

### اللغة
يتحدث سكان شمال القوقاز في العراق عددًا من اللغات، بما في ذلك لغاتهم الأصلية إما الأديغية أو الشيشانية أو الليزغينية، بالإضافة إلى لهجات بلاد ما بين النهرين العربية أو الكردية أو الأذرية. يتم استخدام اللغات الأصلية بشكل أساسي من قِبَل الأجيال الأكبر سنًا، بينما يتحدث الشباب في الغالب اللغة العربية أو الكردية فقط، وهما اللغتان الرئيسيتان في العراق.